# Milligania densiflora
Milligania densiflora är en enhjärtbladig växtart som beskrevs av Joseph Dalton Hooker. Milligania densiflora ingår i släktet Milligania och familjen Asteliaceae. Inga underarter finns listade i Catalogue of Life.